# Buchtar Tabuni
Buchtar Tabuni (ur. 1979) – papuaski aktywista, działacz na rzecz niepodległości Papui Zachodniej.
Urodził się w niewielkiej wiosce Papani. Od 1998 studiował inżynierię w Makasarze. W działalność polityczną zaangażował się po przypadkowej śmierci swojego dalekiego krewnego Opinusa Tabuniego podczas rozpędzania pokojowej demonstracji w Wamena (9 sierpnia 2008). Był jednym z założycieli Komitetu Narodowego Papui Zachodniej (Komite Nasional Papua Barat, KNPB). Organizował akcje protestacyjne wyrażające wsparcie dla kampanii International Parlamentarians for West Papua. 3 grudnia 2008 został aresztowany, skazano go na trzy lata pozbawienia wolności. Po mających miejsce w grudniu 2010 zamieszkach w zakładzie karnym w Abepurze został oskarżony o przyczynienie się do ich wywołania. 17 sierpnia 2011 został zwolniony z więzienia.